# Retroculus lapidifer
Retroculus lapidifer là một loài cá trong họ Cichlidae có nguồn gốc từ vùng nhiệt đới Nam Mỹ. Chúng sinh sống tại những con sông phía đông nam lưu vực Amazon tại Brazil. Loài cá này được mô tả khoa học lần đầu năm 1855 bởi nhà tự nhiên học người Pháp Francis de Laporte de Castelnau, người đã quan sát được R. lapidifer khi băng ngang Nam Mỹ từ Rio de Janeiro tới Lima trong một hành trình bắt đầu năm 1843 và kéo dài 5 năm.

## Mô tả
R. lapidifer phát triển đến chiều dài tối đa 20 cm (8 in). Hình dáng của chúng giống với nhiều loài thuộc chi Lutjanus. Mỗi bên thân có năm sọc tối màu thẳng đứng. Cơ thể màu bạc-tím với những đốm màu vàng. Trên mặt có những vạch xanh dương, trong đó hai vạch chéo chạy dọc mắt, đôi khi có đốm đen xuất hiện trên phần mềm của vây lưng.

## Phân bố và môi trường sống
Loài này đặc hữu phía đông nam lưu vực Amazon tại Brazil, ở sông Araguaia và sông Tocantins. Nó thường có mặt gần đáy của những con sông chảy nhanh hoặc xiết.